# Summer Fontana
Summer Fontana (Canton, 7 dicembre 2008) è un'attrice statunitense.
È conosciuta per le sue apparizioni nella serie televisiva The Originals come Hope Mikaelson e in X-Men - Dark Phoenix in cui incarna la giovane Jean Grey.

## Filmografia
- The Originals, 15 episodi (2016-2018)
- La Festa prima delle feste, (2016)
- X-Men - Dark Phoenix, regia di Simon Kinberg (2019)
- Legacies - serie TV (3x15-4x05)

## Doppiatrici italiane
Nelle versioni in italiano dei suoi film, Summer Fontana è stata doppiata da:
- Agata Petrucci in X-Men: Dark Phoenix